# Благой Ранов
Благой Кирилов Ранов е български писател и журналист.

## Биография
Роден е на 24 май 1946 г. в с. Бистрица, сега  Долно село Кюстендилско. През 1948 година родителите му се преселват в с. Сеячи (сега квартал на град Попово). Завършва гимназия „Христо Ботев“ в Попово, учителски институт по рисуване в Дупница. През 1977 г. се дипломира като специалист по български език и литература във Великотърновския университет „Св. св. Кирил и Методий“.
Работи като учител. Има учителски първи клас-квалификация. Ръководител на детския литературен клуб „Веса Паспалеева“ 50 години /1970 - 2020 /. Създател на дамското поетическо ателие „Веса Паспалеева“ при читалище „Братство“ Кюстендил. Работи като радио и телевизионен журналист за местните и национални медии. Дълги години е окръжен и областен кореспондент на в. „Септемврийче“, в-к „Аз буки“, в-к „Свободен народ“ и други вестници и списания.
Член е на Съюза на българските журналисти и Съюза българските писателите. Координатор на националния поетичен конкурс „Биньо Иванов“ и директор на националния детски литературен конкурс „Веса Паспалеева“. Ръководител на дамското поетично ателие „Веса Паспалеева“.
Почина през 1924 г.

## Произведения
- „Змийски колан“ (1991, издателство „Бряг-принт“, Варна)
- „Пушка за пеперуди" (1996)
- „Живи храмове" (2002)
- „Краят на петлите“ (2006) – хумористични разкази
- „От тоя ветер завет нема (2008)
- „Щръклицъ“ (2012, „Буквите“, София)
- „Майстора се смее“ (2012) (по повод 130-годишнината от рождението на Владимир Димитров-Майстора)
- „Хляб с вкус на шоколад“ (2016, издателство „Анго бой“, София
- „Щуро време“ (2017 – епиграми, афоризми и мисли, София)
- Пушка за пеперуди второ издание, допълнено / 2019/ издателство „Пламък“ София